# (84) Clio
Clio (Klio) és l'asteroide núm. 84 de la sèrie, descobert des de Dusseldorf el 25 d'agost de 1865 per Karl Theodor Robert Luther (1822-1900).